# Augustin Louis Cauchy

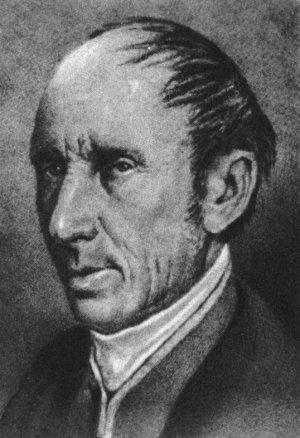
Augustin Louis Cauchy

Augustin Louis Cauchy (Parijs, 21 augustus 1789 – Sceaux, 23 mei 1857) was een zeer invloedrijke Franse wiskundige.
Na de dood van Euler in 1783 hadden velen de indruk dat de wiskunde bijna volledig onderzocht was en dat er geen grote problemen meer over waren. Het waren vooral Gauss en Cauchy die nieuwe perspectieven openden en daarmee de grote bloei van de wiskunde in de 19e en 20e eeuw hebben ingeleid.
Cauchy was de grondlegger van wat nu de analyse heet. Door de introductie van het moderne begrip limiet slaagde hij er in de differentiaal- en integraalrekening te voorzien van een solide wiskundige bewijsvoering, die sinds de ontwikkeling daarvan door Newton en Leibnitz aan het eind van de 17e eeuw nog niet van de grond was gekomen. In de complexe functietheorie zijn vele belangrijke stellingen als eerste door Cauchy bewezen. Zijn bijna 800 publicaties bestrijken in grote lijnen het hele scala van de toenmalige wiskunde.
Cauchy was een overtuigd katholiek en een trouwe aanhanger van het Franse huis Bourbon. Hij nam daarin tijdens zijn leven in academische kringen een minderheidsstandpunt in. Dit bracht hem vanaf de Julirevolutie in 1830 steeds weer in conflict met de regering en met veel van zijn collega's en studenten.

## Biografie

### Jeugd en studie
Cauchy's vader, Louis François Cauchy, was een overtuigd katholiek en een belezen royalist. Hij trouwde in oktober 1787 met Marie-Madeleine Desestre, die uit een Parijse officiersfamilie stamde. Behalve Augustin Louis ontsproten aan dit huwelijk twee andere zonen: de drie jaar jongere Alexandre Laurent Cauchy (1792–1857), die carrière maakte als rechter, en de veel jongere Eugène François Cauchy (1802–1877), die ook diverse wiskundige artikelen publiceerde, maar voornamelijk als schrijver actief was.
Op het moment van de Bestorming van de Bastille op 14 juli 1789 was hij de rechterhand van de luitenant-generaal van de politie van Parijs, Louis Thiroux de Crosne. Deze vluchtte kort daarna naar Engeland. Louis-François Cauchy verloor zijn baan. Een paar weken later werd Augustin Louis Cauchy in de eerste zomer van de Franse Revolutie geboren. In april 1794 keerde Thiroux terug, werd gearresteerd en nog dezelfde dag ter dood veroordeeld en geguillotineerd. Louis-François nam daarop uit angst voor verraad zijn familie mee naar hun landhuis in Arcueil, waar zij een tijd in armoede en honger leefden. De kleine Augustin Louis ontving basisonderwijs van zijn vader. De honger en de gevaarlijke situatie veroorzaakte bij Cauchy een levenslange afkeer van revolutie. Na het einde van het schrikbewind keerde de familie terug naar Parijs. Louis-François maakte weer carrière en werd uiteindelijk na Napoleons staatsgreep van 18 Brumaire secretaris-generaal van de Franse Senaat. Dit leidde tot een grondige kennismaking met de toenmalige minister van Binnenlandse Zaken Pierre-Simon Laplace en de senator Joseph-Louis Lagrange, twee zeer prominente wiskundigen. Zij werden goede vrienden van Louis François Cauchy. Deze twee wiskundigen herkenden al snel het wiskundige talent van Augustin Louis Cauchy.
Op advies van Lagrange studeerde Cauchy eerst klassieke talen, een studie die hem op onderwijs in de hogere wiskunde moest voorbereiden. Vanaf 1802 bezocht hij twee jaar lang de École Centrale du Panthéon, waar hij in het bijzonder in Latijn uitblonk. Daarna besloot hij een ingenieurscarrière na te streven. Vanaf 1804 volgde hij wiskundeonderwijs, dat hem moest voorbereiden op het toelatingsexamen voor de toen nog jonge École Polytechnique. In 1805 kwam hij bij het toelatingsexamen, dat door de Franse wiskundige en natuurkundige Jean-Baptiste Biot was ingevoerd, als tweede uit de bus. De École Polytechnique was bedoeld om ingenieurs te trainen voor de Franse overheidsdienst. De studenten moesten al vroeg beslissen in welke richting zij zich wilden specialiseren.
Cauchy koos voor wegen- en bruggenbouw. De nadruk bij de lessen lag op de wiskunde. Onder zijn leraren waren destijds bekende figuren, zoals Sylvestre Lacroix, Gaspard de Prony, Jean-Pierre Nicolas Hachette en André-Marie Ampère. Na twee jaar hoorde Augustin-Louis tot de besten van de klas en mocht hij zijn verdere opleiding aan de École nationale des ponts et chaussées vervolgen. Ook hier behoorde hij tot de beste leerlingen. In zijn practicum mocht hij onder Pierre Girard aan het Canal de l'Ourcq meewerken. In Parijs waren de studenten politiek geëngageerd. Terwijl de meeste studenten revolutionair en liberaal gezind waren, trad Cauchy tot de Maria-Congregatie toe, de wereldlijke arm van de Jezuïeten. Hij bleef lid van deze organisatie totdat deze in 1828 de facto verboden werd. Na twee verplichte studiejaren verliet hij de universiteit in januari 1810 als ingénieur-aspirant.

### Ingenieur van Napoleon
Cauchy kreeg in februari 1810 de opdracht om mee te helpen bij de bouw van de haven Port Napoléon in Cherbourg, de toenmaals grootste bouwplaats van Europa met ongeveer 3000 arbeiders. Het doel was om een invasie van Engeland voor te bereiden. De werken waren omvangrijk. In zijn vrije tijd hield hij zich met de wiskunde bezig. Zijn aanvankelijke plezier en interesse in het beroep van ingenieur namen echter al snel af en zo rijpte bij hem de beslissing een wetenschappelijke loopbaan na te streven. Cauchy's doel was op dat moment echter niet per se de wiskunde. De algemene wetenschappelijke opvatting was dat na Eulers dood de problemen van de wiskunde zo goed als volledig opgelost waren. Belangrijk waren vooral de technische wetenschappen en het vinden van nieuwe toepassingen voor wiskunde.
Zijn wiskundig onderzoek tijdens zijn tijd in Cherbourg leverde een kleine generalisatie op van de veelvlakstelling van Euler en een bewijs van een stelling over de vraag onder welke voorwaarden veelvlakken met dezelfde vlakken identiek zijn. Deze stelling was reeds door Euclides in zijn Elementen geformuleerd, maar tot dan toe echter nog niet bewezen. Cauchy verwierf zich met dit werk een naam in de academische gemeenschap in Parijs.

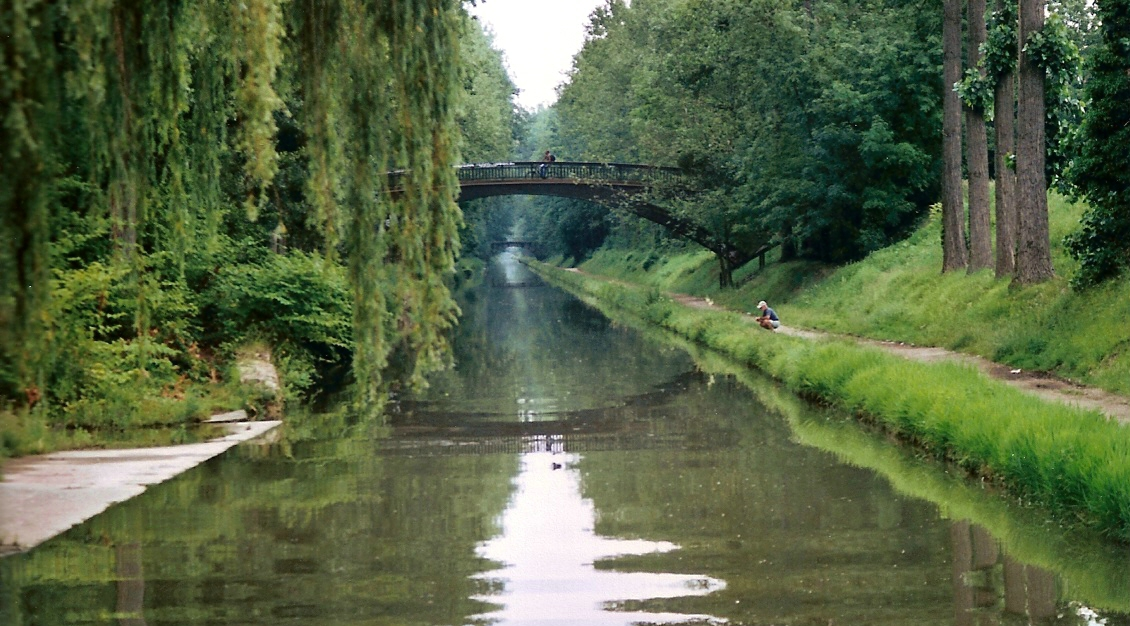
Canal de l'Ourcq

In de zomer van 1812 ging zijn gezondheid sterk achteruit. Cauchy kampte sinds zijn kindertijd en de honger in Arcueil met een slechte gezondheid. Ook leed hij af en toe aan depressies. De grote werkdruk in Cherbourg speelde hem parten, zodat hij in september formeel ziek werd gemeld en toestemming kreeg om naar zijn familie in Parijs terug te keren. Toen zijn gezondheid verbeterde, stond hij niet te popelen om weer als ingenieur aan het werk te gaan. Hij wijdde zich aan wetenschappelijk onderzoek. Hij hield zich, geïnspireerd door de stelling van Lagrange, met de groepentheorie bezig en vond daarnaast de drie axioma's die een determinant eenduidig definiëren.
In het voorjaar van 1813 eindigde zijn ziekteverlof. Cauchy wilde onder geen beding terug naar Cherbourg. Zijn vroegere leraar, Pierre Girard, bood hem de mogelijkheid om mee te helpen bij het aanleggen van het Canal de l'Ourcq, ten noordoosten van Parijs. In deze periode wisten Lagrange en Laplace hem over te halen zijn werk als ingenieur op te geven en zich geheel aan de wiskunde te wijden.
In april trouwde hij met Aloise de Bure, een dochter van een gerespecteerd boekhandelaar en uitgever. Zij kregen twee dochters, Marie Françoise Alicia en Marie Mathilde. Zijn onderzoek in dit jaar was niet productief, hoewel hij een methode ontwikkelde om het aantal oplossingen van een algebraïsche vergelijking van willekeurige graad te bepalen, maar deze methode was echter onpraktisch. Tegelijkertijd solliciteerde hij naar een van de meer dan 50 vacatures bij de academies van Parijs, echter zonder succes – ondanks de goede connecties van zijn vader, die, waar hij kon, druk uitoefende. Zijn wetenschappelijke collega's Ampère, Legendre, Poinsot en Molard werden wel benoemd, Cauchy echter niet. Cauchy liet zich in de zomer onbetaald op ziekteverlof sturen. De nederlaag van Napoleon in 1814 was een keerpunt voor Cauchy: het aanleggen van het Canal de l'Ourcq werd onderbroken en Cauchy kreeg geen nieuwe baan toegewezen. Dit jaar markeerde ook de start van het werk van Cauchy aan complexe functies.

### Hoogleraar aan de École polytechnique

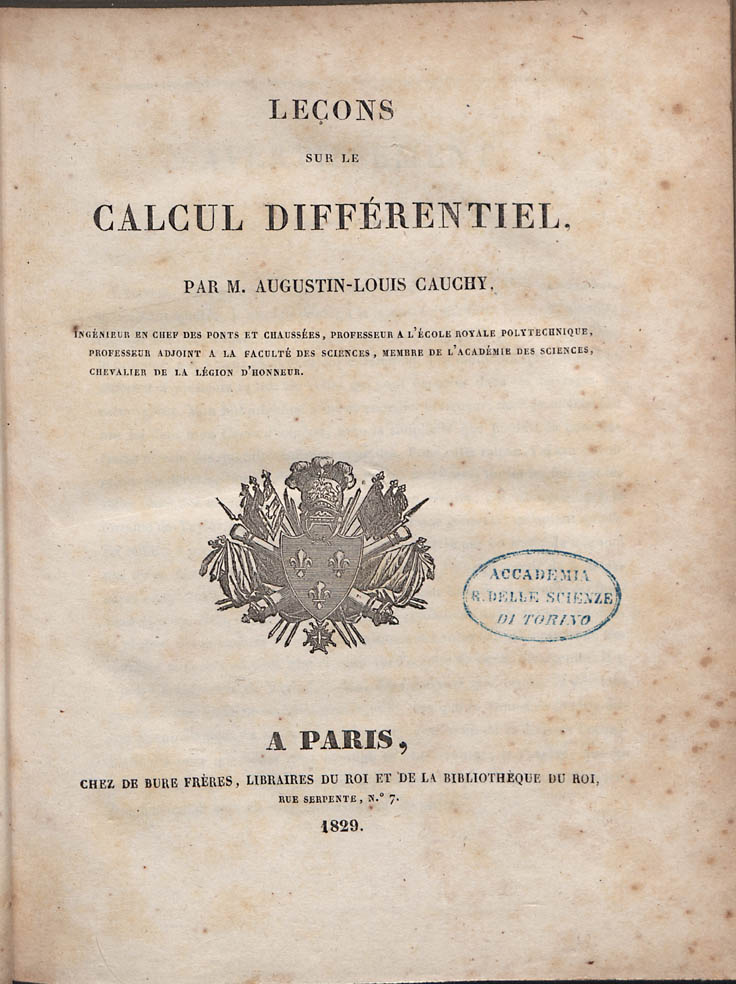
Leçons sur le calcul différentiel, 1829

Als gevolg van de definitieve nederlaag van Napoleon in 1815 raakte Cauchy's carrière in de lift. Lodewijk XVIII werd toen koning van Frankrijk, waarbij reactionaire krachten aan de macht kwamen. Cauchy's vader slaagde er als trouw royalist in om zijn post ook onder het nieuwe regime te behouden. Veel wetenschappers die een dubieuze politieke, want revolutionaire voorkeur hadden, kregen het zwaar. Aan Cauchy, als katholiek, gingen deze problemen voorbij. In november 1815 verkreeg hij een positie als assistent-hoogleraar aan de École Polytechnique. In december van dat jaar werd hij volledig hoogleraar. In maart 1816 werd de Académie des sciences door persoonlijk toedoen de koning gezuiverd; twee republikeinse leden werden verwijderd en de vacante zetels werden door royalistische geleerden bezet. Cauchy nam de plaats in van de fel Napoleontisch gezinde wiskundige Gaspard Monge.
Deze gang van zaken maakte hem niet geliefd. Hoewel hij intussen een uitstekende reputatie als wiskundige had en zijn benoemingen professioneel onomstreden waren, bleef de smet van politieke patronage aan hem hangen. Daarbij kwam dat Cauchy weinig om de meningen van anderen gaf en hij naar de buitenwereld soms erg bot was, vooral tegen niet-katholieken. Zijn begunstiger, de grote wiskundige Lagrange, was in 1813 overleden. Cauchy joeg Laplace tegen zich in het harnas, door diens methoden en die van Poisson als te intuïtief en ook te weinig exact te veroordelen. Met Poisson, die in de wiskunde aan verwante gebieden werkte, behield hij echter een goede werkrelatie; de twee werkten vaak samen. Alleen met de katholieke Ampère sloot hij een hechte vriendschap.
Als lid van de Académie was een van Cauchy's plichten het beoordelen van wetenschappelijke artikelen. Aan dit werk besteedde hij veel tijd, maar niet altijd tot grote vreugde van de schrijvers van deze artikelen. Zo schreef Abel: "Cauchy is gek en men kan er niets tegen doen. Hij is echter momenteel de enige die weet hoe men wiskunde moet bedrijven." Soortgelijke slechte ervaringen hadden Galois en Poncelet. Ook bleek soms dat Cauchy de artikelen van jonge wetenschappers kwijt raakte, wat hem zwaar werd verweten. De Rus Ostrogradski had daarentegen alleen warme woorden voor Cauchy, die jonge Russen zelfs meermaals vrijkocht uit de schuldenaarsgevangenis, als een van hen zijn huur niet meer kon betalen.
Als docent was Cauchy erg ijverig. Hij zag kennis van de analyse als een basisvoorwaarde voor het leren beheersen van de mechanica en andere belangrijke ingenieursdisciplines. In deze tijd werkte hij het onderwerp van zijn lezingen uit in de Cours d'Analyse de l'Ecole Polytechnique. Hij hechtte veel belang aan de nauwkeurigheid van de definities en introduceerde veel nieuw materiaal, zoals zijn nieuwe definitie van de afgeleide die op een limiet was gebaseerd en niet op de infinitesimaalrekening. Dit beviel de studenten maar matig. Zij vonden Cauchy's colleges te abstract en te weinig georiënteerd op techniek. Daar kwam nog bij dat de liberale studentengemeenschap de royalist Cauchy ook om politieke redenen niet goed gezind was; een keer werd hij zelfs uitgejouwd. Zwaarwegender was echter dat Cauchy's hervormingen van de onderwijsstof en het curriculum niet in goede aarde vielen bij zijn collega-hoogleraren. De uitzondering was hier Ampère, die hem actief steunde.
Hij gaf zijn ideeën over de hervorming van het onderwijs van de analyse vorm in enkele boeken. Dit zijn mijlpalen in de analyse.

### Ballingschap na de julirevolutie van 1830
Tijdens de Julirevolutie van 1830 kwam de reactionaire koning Karel X ten val. Hij werd vervangen door de "Burgerkoning" Louis Philippe. De studenten van de École Polytechnique speelden een niet onbelangrijke rol in de straatgevechten. Voor Cauchy was dit alles te veel. Hij verliet de stad in september, en liet zijn familie achter. Hij ging eerst naar Fribourg in Zwitserland, een bolwerk van de jezuïeten. Een terugkeer naar Frankrijk vereiste een Eed van Trouw aan het nieuwe regime, wat voor Cauchy volkomen uitgesloten was. Zo bleef Cauchy dus niets anders over dan een ballingschap. Hij verloor zijn post aan de École Polytechnique en ging naar Turijn, waar hij in 1831 een aanstelling kreeg voor de nieuwe leerstoel wiskundige natuurkunde aan de universiteit van Turijn. Reeds in 1833 verliet hij Turijn om zich bij Karel X in de Praagse Burcht in Praag te voegen. Hier werd hij huisleraar van diens kleinzoon, Henri d'Artois, de hertog van Bordeaux.
Karel X was in augustus 1830 afgetreden en had zijn kleinzoon tot zijn troonopvolger aangewezen. Deze kon daarom vanaf zijn 14e jaar aanspraak maken op de kroon van Frankrijk. Dienovereenkomstig was zijn opleiding en opvoeding een politieke kwestie, die ook in Frankrijk nauwkeurig gevolgd werd. Enkele edelen zagen liever de Bourbons dan Louis-Philippe op de troon. Cauchy werd op grond van zijn wetenschappelijke verdiensten en zijn goede relaties met de jezuïeten verkozen om de prins de principes van de wiskunde en de natuurwetenschappen, in het bijzonder de scheikunde en de natuurkunde, bij te brengen. Hij nam deze taak zeer serieus, zoals hij ook de aanspraak van de prins op de troon krachtig ondersteunde. Hij bereidde zich gewetensvol op de lessen voor en deed in deze jaren bijna geen onderzoek. Desondanks bleek ook hier, net als in Parijs en Turijn, zijn gebrek aan didactische vaardigheden. De prins toonde geen belangstelling of aanleg voor wiskunde en begreep maar weinig van wat Cauchy hem vertelde. Tegen zijn 18e verjaardag, toen zijn opleiding was beëindigd, had Henri een grondige hekel aan de wiskunde gekregen. Cauchy toonde als leraar geen autoriteit en de verwende Bourbonprins nam hem vaak bij de neus en haalde ruwe grappen met hem uit.
In 1834 bracht Cauchy zijn familie, die hij de laatste vier jaar alleen op zeldzame bezoeken aan Parijs had gezien, naar het verbannen hof in Praag. Twee jaar later trok de entourage van de verbannen koning verder naar de toen Sloveense stad, Gorica, waar prins Henri in 1838 zijn 18e verjaardag vierde. Voor Cauchy betekende dit het einde van zijn loopbaan als een privéleraar. Karel X beloonde hem voor zijn diensten met de titel van baron, waaraan Cauchy vanaf dat moment veel waarde hechtte. Vanwege de slechte gezondheid van zijn moeder, die in 1839 zou sterven, keerde hij weer naar Parijs terug.

### Elke week een publicatie
Cauchy zat nu in de moeilijke situatie dat hij, vanwege zijn weigering de eed van trouw aan de koning te zweren, geen hoogleraar kon worden. Weliswaar bleef hij lid van de Académie des sciences en kon hij zo aan het wetenschappelijk leven blijven deelnemen en ook publiceren, maar hij kon niet naar nieuwe banen solliciteren. Een uitzondering hierop was het Bureau des longitudes, bij welke instantie de eed van trouw niet zo strikt werd vereist. Om deze reden besloot Cauchy er te solliciteren naar een vacante positie. Cauchy was hierin einde 1839 succesvol, maar de regering ging dwarsliggen: zonder een eed van trouw zou geen formele benoeming volgen. De komende vier jaar negeerde het Bureau des longitudes dit verbod echter. Cauchy was nu weer hoogleraar, maar onbezoldigd.
Daarmee begon zijn meest productieve periode. In Praag had Cauchy zo goed als niets gepubliceerd, maar wel over veel zaken nagedacht. De rijpe, uitgewerkte ideeën zette hij nu in sneltreinvaart op papier. De Académie had in 1835 een tijdschrift opgericht, de Comptes Rendus Mathématiques, waarin leden snel konden publiceren. Cauchy maakte als geen ander van deze mogelijkheid gebruik: tussen 1839 en februari 1848 publiceerde hij meer dan 300 artikelen. Rekening houdend met het feit dat hij in 1844 niet actief was, publiceerde hij gedurende deze periode bijna één artikel per week, een ongelooflijke snelheid. Hij moet de Comptes Rendus zo met artikelen overspoeld hebben dat Cauchy een publiceerbeperking kreeg opgelegd. Er werden per nummer niet meer dan vier pagina's van zijn hand afgedrukt.
In 1843 stierf Lacroix en kwam er een professoraat aan het Collège de France vrij, waarop gesolliciteerd werd door Liouville, Cauchy en ook door Libri, die Lacroix al eerder had vervangen en daarbij zijn incompetentie had bewezen. Libri had echter een groot voordeel: zijn politieke voorkeur. De jezuïeten probeerden in die tijd iets te doen aan wat in hun ogen een gebrek aan katholiek universitair onderwijs in Frankrijk was. Hun tegenstanders vatten dit echter op als een poging de visie van de jezuïeten over het hoger onderwijs op te leggen aan de Franse universiteiten, dus in te grijpen in de vrijheid van onderwijs. Cauchy ondersteunde dit project nadrukkelijk en zette zich er persoonlijk voor in. Libri was daarentegen een uitgesproken tegenstander van de jezuïeten, en werd om deze reden benoemd. Erger nog was dat het ministerie nu ingreep in de tot dan toe gedoogde situatie aan het Bureau des Longitudes: Cauchy werd ontslagen, omdat hij nooit de eed van trouw had gezworen. Hij besteedde het daaropvolgende jaar geheel aan de ondersteuning van de jezuïeten.
Pas na de Februarirevolutie van 1848, die de burgerkoning Louis-Philippe ten val bracht, veranderde er weer iets aan Cauchy zijn situatie.

### De laatste jaren
De Februarirevolutie bracht niet, zoals Cauchy had gehoopt, zijn voormalige student Henri d'Artois aan de macht, maar Charles-Louis-Napoleon Bonaparte (vanaf 1852 keizer Napoleon III). Ook aan deze was Cauchy niet bereid een eed van trouw te zweren. De nieuwe regering maakte echter voor de grootste geleerden, zoals Cauchy en Arago, een uitzondering. Zo verkreeg hij in 1848 een professoraat. De Februarirevolutie was een zware klap voor de familie van Cauchy. Augustin Louis' vader en zijn twee broers, die sinds de coup van Napoleon bijna 50 jaar eerder hoge ambtenaren waren geweest en elke regimewisseling hadden overleefd, verloren ditmaal hun posten. Voor Louis François Cauchy werd dit op zijn oude dag te veel. Hij overleed in december 1848.

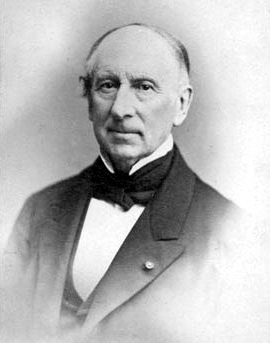
Cauchy voor 1857

Cauchy en Liouville in 1850 solliciteerden opnieuw aan het Collège de France, weer om hoogleraar te worden. Libri was gevlucht. Liouville werd verkozen, waarna er zich een lelijk geschil tussen de twee mannen ontwikkelde. Cauchy wilde zijn nederlaag, waar zijn royalistische voorkeur niet vreemd aan zal zijn geweest, niet accepteren. In de eerste stemming waren elf stemmen voor hem en tien voor Liouville uitgebracht. Twee stemgerechtigden hadden zich van stemming onthouden. De twee kemphanen raakten vervolgens ook wetenschappelijk in strijd: In 1851 presenteerde Cauchy een aantal resultaten van Charles Hermite over dubbelperiodieke functies. Hij bewees deze stelling door gebruik te maken van de later naar hem genoemde integraalstelling. Liouville was van mening dat deze resultaten rechtstreeks uit zijn stelling van Liouville volgden. Cauchy liet echter zien dat de stelling van Liouville eenvoudig kon worden bewezen door gebruik te maken van zijn integraalformule.
Op de jonge Franse wiskundigen oefende Cauchy een belangrijke invloed uit: ook in zijn laatste jaren, toen hij de tijd die hij aan onderzoek kon besteden al sterk moest terugbrengen, evalueerde hij een groot aantal artikelen en kritiseerde hij deze uitvoerig. Cauchy probeerde in deze laatste jaren zijn collega's ook weer tot het katholieke geloof terug te brengen. Daarin slaagde hij bij de wiskundige Duhamel. Juist met hem vocht hij in december 1856 echter een geschil uit, dat Michail Ostrogradski uiteindelijk won. Cauchy weigerde zijn fout toe te geven en werd dientengevolge het doelwit van vele vijandige uitlatingen van andere wiskundigen. Deze gebeurtenis overschaduwde de laatste maanden van zijn leven.
Hij stierf, omgeven door zijn familie, in 1857 in Sceaux, in de buurt van Parijs. Hij is een van de 72 Fransen wier namen in reliëf op de Eiffeltoren zijn aangebracht.

## Werk
De begaafdheid van Cauchy bleek onder meer uit zijn elegante oplossing uit 1805 van het probleem van Apollonius, waar een cirkel gezocht wordt die raakt aan drie andere cirkels, en uit zijn bijdrage aan de veelvlakstelling van Euler in 1811.
Zijn verhandelingen en bijdragen aan wetenschappelijke tijdschriften, in totaal 789, bevat onderzoek op het gebied van reeksen, waarvoor hij het begrip convergentie ontwikkelde, getaltheorie en complexe getallen, groepentheorie, met permutatiegroepen, functietheorie, differentiaalvergelijkingen en determinanten.
Zijn verzamelde werken, Oeuvres complètes d'Augustin Cauchy, zijn gepubliceerd in 27 delen. Cauchy oefende met zijn strikte methodieken grote invloed uit op zijn tijdgenoten en opvolgers. Zijn geschriften behandelen grote gebieden van de wiskunde en de wiskundige natuurkunde.

### Rijen en reeksen
In de theorie van de rijen en reeksen heeft Cauchy vele belangrijke criteria voor hun convergentie ontwikkeld. Van grote betekenis voor de theorie van de rijen en reeksen is de Cauchyrij. Cauchy gebruikte in zijn Cours d’analyse het Cauchycriterium voor reeksen, dat op analoge wijze ook op rijen kan worden toegepast, om hun convergentie aan te tonen.

### Differentiaal- en integraalrekening
Zijn grootste bijdrage aan de wiskunde maakt onderdeel uit van zijn strikte methodieken. Die worden met name behandeld in zijn grote verhandelingen, "Cours d'analyse de l'Ecole Polytechnique" (1821); "Le Calcul infinitésimal" (1823); "Leçons sur les applications de calcul infinitésimal"; "La géométrie" (1826–1828); en ook in zijn "Cours de mécanique" (voor de École Polytechnique), "Algebra supérieur" (voor de Faculté des Sciences), en "Physique mathématique" (voor het Collège de France).
Hij gaf toelichting op de principes van de analyse door die op te bouwen met behulp van limieten en continuïteit, en was de eerste die de stelling van Taylor streng bewees en daarbij de bekende restwaarde introduceerde.

### Functietheorie en differentiaalvergelijkingen
Cauchy's beroemdste werk is echter zijn eigenhandige ontwikkeling van de complexe functietheorie. De eerste centrale stelling die door Cauchy werd bewezen, staat nu bekend als de integraalformule van Cauchy en luidt als volgt:
{\displaystyle \oint _{\!\!\!C}f(z)dz=0,}
waarin {\displaystyle z} een complex getal is en {\displaystyle f} een complexe functie is, die analytisch is op en binnen de niet-zelf-doorsnijdende gesloten kromme C, contour, in het complexe vlak. De contourintegraal wordt langs de contour C genomen. Een aanzet tot de formulering van deze stelling kan al in een artikel worden gevonden dat de toen vierentwintig jaar oude Cauchy op 11 augustus 1814 aan de Académie des sciences presenteerde. In definitieve vorm werd de integraalformule van Cauchy in 1825 gepresenteerd. Dit artikel wordt door velen als de belangrijkste bijdrage van Cauchy aan de wiskunde gezien.

### Functionaalvergelijkingen
In hoofdstuk 5 van zijn Analyse algébrique onderzocht Cauchy de vier functionaalvergelijkingen
{\displaystyle {\begin{aligned}\Phi (x+y)&=\Phi (x)+\Phi (y)\\\Phi (x+y)&=\Phi (x)\cdot \Phi (y)\\\Phi (x\cdot y)&=\Phi (x)+\Phi (y)\\\Phi (x\cdot y)&=\Phi (x)\cdot \Phi (y)\end{aligned}}}
en bewees dat de continue oplossingen respectievelijk van de vorm {\displaystyle \Phi (x)=ax\;}, {\displaystyle \Phi (x)=a^{x}\;} (met positieve {\displaystyle a\;}), {\displaystyle \Phi (x)=a\log x\;} en {\displaystyle \Phi (x)=x^{a}\;} zijn. De eerste van deze vier functionaalvergelijkingen heeft de naam functionaalvergelijking van Cauchy gekregen.

### Bijdragen aan de natuurkunde
In 1816 ontving hij voor zijn werk op het gebied van voortplanting van golven de 'grand prix de l'Académie des sciences'.
In de mechanica deed hij veel onderzoek en hij verving het begrip van de continuïteit van meetkundige verplaatsingen door het principe van de continuïteit van materie.
Zijn onderzoeken in de elasticiteitstheorie waren van fundamenteel belang voor huidige toepassingen. Zo ontwikkelde Cauchy de spanningstensor van een dobbelsteen, waarmee met negen kengetallen de spanning in een punt van een elastisch lichaam volledig beschreven kan worden. Daarentegen geeft het getal van Cauchy de verhouding tussen traagheidskrachten en de elastische krachten weer bij geluidstrillingen in een lichaam. Volgens het gelijkenismodel van Cauchy hebben twee lichamen hetzelfde elastische gedrag als ze hetzelfde getal van Cauchy hebben. De betekenis van deze bevinding ligt daarin, dat men zo met modellen de stabiliteit van echte bouwwerken kan onderzoeken. De theoretische inzichten van Cauchy in de elasticiteitstheorie waren een noodzakelijke voorwaarde aan de École Polytechnique voor de latere uitgebreide onderzoekingen van Navier met betrekking tot bruggenbouw.
In een zeker verband met de elasticiteitstheorie staan ook de onderzoekingen van Cauchy naar het licht. Men wilde in deze tijd de aard van de lichtgolven met behulp van dispersie bestuderen; ofwel de golflengteafhankelijke voortplantingssnelheid van licht dat zich door een prisma beweegt. Cauchy had reeds in 1815 golfvergelijkingen onderzocht en zich vooral in zijn studies van de elasticiteit beziggehouden met lineaire partiële differentiaalvergelijkingen, wat hij nu kon gebruiken bij zijn studie naar lichtgolven. Men ging er toen van uit dat de ruimte gevuld was met een vloeistof vergelijkbaar medium, de zogenaamde ether, aangezien men ervan uitging dat golven een medium voor hun verbreiding nodig hebben. Toevallig gaf deze aanpak in essentie dezelfde resultaten als de huidige relativiteitstheorie. Cauchy leidde uit deze onderzoekingen een eenvoudige empirische relatie tussen brekingsindex van een prisma en de golflengte van licht af. Zijn naam is aan deze formule voor dispersie verbonden.

## Samenvatting van zijn belangrijkste werk
- ontwikkeling van de moderne analytische onderbouw van de differentiaal- en integraalrekening in 1821, met behulp van de limiet
- grondlegging van de functietheorie in 1814
- differentiaal- en integraalrekening, met het probleem van Cauchy, oneindige reeksen, waarschijnlijkheidsrekening, waaronder de Cauchy-verdeling, optica, elasticiteitsleer en vloeistofmechanica
- fundamenteel onderzoek naar oneindige functiereeksen, samen met Abel

## Publicaties
Cauchy heeft een groot aantal boeken en artikelen geschreven. Alleen Euler en Serge Lang kunnen zich in dit opzicht met hem meten. Het kostte bijna een eeuw om al zijn verzamelde werken in 27 grote banden te verzamelen:
- (fr)  Oeuvres complètes d'Augustin Cauchy publiées sous la direction scientifique de l'Académie des sciences et sous les auspices de M. le ministre de l'Instruction publique (27 volumes) (Paris: Gauthier-Villars et fils, 1882–1974)

Zijn grootste bijdrage tot de wiskundige wetenschap ligt besloten in de strikte methoden die hij introduceerde; deze zijn voornamelijk terug te vinden in zijn drie grote verhandelingen:
- (fr)  Cours d'analyse de l'École royale polytechnique (1821)
- (fr)  Le Calcul infinitésimal (1823)
- (fr)  Leçons sur les applications de calcul infinitésimal; La géométrie (1826–1828)

Onder zijn andere werken zijn:
- (fr)  Exercices d'analyse et de physique mathematique (Volume 1)
- (fr)  Exercices d'analyse et de physique mathematique (Volume 2)
- (fr)  Exercices d'analyse et de physique mathematique (Volume 3)
- (fr)  Exercices d'analyse et de physique mathematique (Volume 4) (Paris: Bachelier, 1840–1847)
- (fr)  Analyse algèbrique (Imprimerie Royale, 1821)
- (fr)  Nouveaux exercices de mathématiques (Paris: Gauthier-Villars, 1895)
- (fr)  Courses de mechanics, voor de École Polytechnique
- (fr)  Higher algebra, voor de Faculté des Sciences
- (fr)  Mathematical physics, voor het Collège de France